# Melles Emil
Melles Emil (Napkor, 1857. március 16. – Budapest, 1932. március 19.) görögkatolikus parókus, plébános és főesperes. A Révai nagy lexikon munkatársa.

## Életpályája
Szülei: Melles Demeter/Dömötör áldozópap (1829–1917) és Karczub Jolán voltak (1836–1897). A gimnáziumot Ungváron és Szatmárnémetiben végezte el. Teológiai tanulmányait Ungváron és Esztergomban tanulta (1874–1878). 1878–1881 között püspöki helyettesi titkár volt Ungváron. 1879. december 3-án pappá szentelte Pásztélyi Kovács János a Munkácsi egyházmegyében. 1881–1898 között kisdobrai helyettes lelkész volt. 1887–1888 között az ungvári Görög Szertartási Katolikus Hitszónok folyóirat szerkesztője volt. 1890–1899 között a Bodrogközi Esperesi Kerület esperesévé nevezték ki. 
1893–1905 között a Szent Kereszt Naptára szerkesztőjeként dolgozott. 1898–1905 között Szatmárnémetiben parókus volt. 1900–1905 között Szatmári főesperes, 1900-tól a Görög Szertartás Katholikus M-ok Országos Bizottságának Szatmár vármegyei elnöke lett. 1905-ben az első budapesti görögkatolikus lelkész és szekszárdi címzetes apát lett. 1905-ben megszervezte a Szegényház téri (ma: Rózsák tere) egyházközséget, melynek 1932-ig parókusa volt. 1909. szeptember 1-én a Szentszék engedélyével egyházközségében áttért a Gergely-naptár használatára. 1910. október 16-án az ó-egyház szláv nyelv helyett bevezette a görög lit. nyelvet. 
Az ungvári Keletben és más újságokban cikkezett a magyar lit. nyelvnek és a Gergely-naptárnak a görögkatolikus egyházban való bevezetéséért. 1912-ben a Hajdúdorogi Egyházmegyéhez került. 1913-ban Budapesti főesperes volt. 1914-ben szentszéki ülnök lett. 1929-ben magyar királyi kormányfőtanácsos lett.
Sírja Budapesten, az Új köztemetőben található (138/6-1-3/4.).

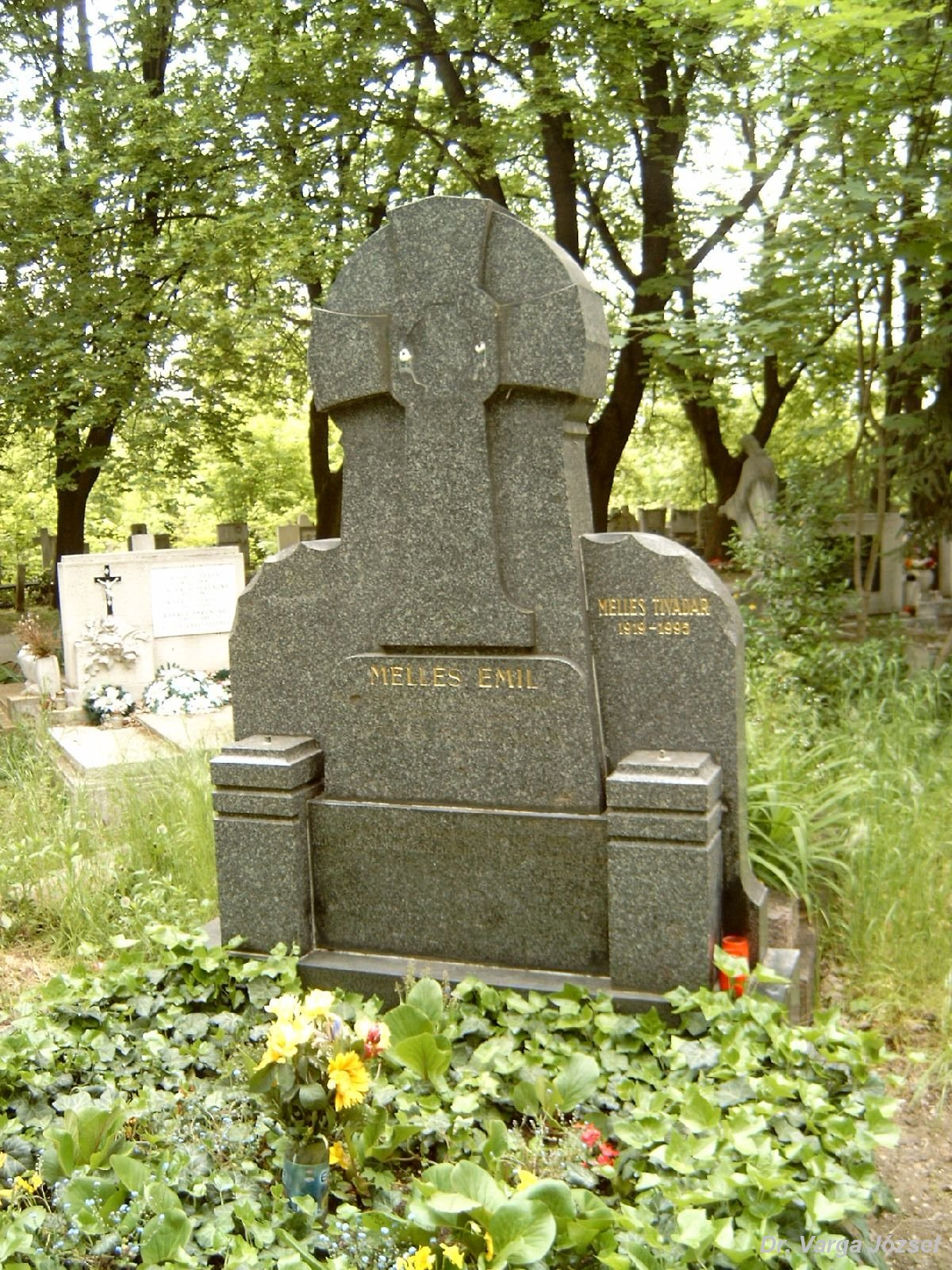
Melles Emil görögkatolikus áldozó-pap, egyházi író sírja Budapesten. Új köztemető: 138/6-1-3/4.

## Magánélete
Felesége Nátolya Ilona (?-1956) volt. Hat gyermekük született: Emil Tivadar (1881), N. Géza (1882–1961), Berta (1883), Béla István (1885–1904), Janka Ilona (1887) és Jolán Veronika (1891).

## Művei
- A görög katolikus egyház szert-ainak értelmezése (Ungvár, 1878)
- A görög szert. katholikus egyház ünnepeinek értelmezése (Eger, 1878, 1899)
- A dicséret áldozata. Imakönyv (Ungvár, 1883)
- Nagy Szt. Bazil atya szent és isteni liturgiája (Debrecen, 1890)
- Görög szertartású katholikus liturgika (Ungvár, 1891)
- Vasárnapi és ünnepnapi apostolok és evangéliumok (Eger, 1892)
- A Szt. Bazil Társ. és annak irod. iránya (1896)
- Jertek imádjuk Krisztust! Görög szertartásu katholikus vagyis ó-hitű ima és énekeskönyv (1896)
- A naptáregyesítés (1898)
- Anthologion szeptember és október hónapokra (Szatmárnémeti, 1905)
- Az Oltáriszentség kultusza a görög katholikus egyházban (Budapest, 1929)